# 294 v. Chr.
Portal Geschichte | Portal Biografien | Aktuelle Ereignisse | Jahreskalender | Tagesartikel

◄ |
4. Jahrhundert v. Chr. |
3. Jahrhundert v. Chr. |
2. Jahrhundert v. Chr. |
►

◄ | 310er v. Chr. | 300er v. Chr. | 290er v. Chr. | 280er v. Chr. |
270er v. Chr. |
►

◄◄ | ◄ | 297 v. Chr. | 296 v. Chr. | 295 v. Chr. | 294 v. Chr. |
293 v. Chr. |
292 v. Chr. |
291 v. Chr. |
► |
►►
Staatsoberhäupter

## Ereignisse

### Östliches Mittelmeer
- Antipatros I., König von Makedonien, versucht nach dem Mord an seiner Mutter Thessalonike auch sich seines Bruders und Mitkönigs Alexander V. zu entledigen, der daraufhin Demetrios I. Poliorketes zu Hilfe ruft. Dieser macht selbst Ansprüche auf den Thron geltend, stürzt Antipatros, der ins Exil geht, lässt Alexander V. als unliebsamen Konkurrenten töten und erklärt sich selbst zum König Makedoniens.
- Lysimachos erkennt Demetrios’ Königtum an, der Lysimachos im Gegenzug die ionischen Städte Kleinasiens überlässt, die dieser zuvor Demetrios abgenommen hatte.
- Demetrios besetzt Athen und lässt sich von der Stadt als Befreier von der Herrschaft des Tyrannen Lachares feiern. Einen Versuch Spartas, sich von der makedonischen Oberhoheit zu lösen, wirft er durch einen Sieg bei Mantineia nieder.
- Seleukos I. ernennt seinen Sohn Antiochos I. zum Mitregenten in seinem Reich. Dieser erhält Stratonike, die Tochter des Demetrios I. Poliorketes und bis dahin mit Seleukos I. selbst verheiratet, zur Frau.
- Ptolemaios I. von Ägypten erobert das abtrünnige Zypern zurück.

### Westliches Mittelmeer
- Während die Etruskerstädte mit Rom Frieden schließen, setzen die Samniten auch nach der Niederlage bei Sentinum den Dritten Samnitenkrieg fort. Bei Luceria gelingt ihnen noch einmal ein Sieg über römische Truppen unter M. Atilius, auch können sie die Gegend um die römische Stadt Interamna verwüsten. Die Römer erobern dagegen die Städte Milionia und Feritrum.

## Gestorben
- Alexander V., makedonischer König
- Lachares, gestürzter Tyrann von Athen